# Revista
Uma revista é uma publicação periódica de cunho informativo, jornalístico ou de entretenimento, geralmente voltada para o público em geral.
Por definição, uma revista página com cada questão a partir da página três, com o tamanho padrão de 8 3/8 × 10 7/8 polegadas.  No entanto, no sentido técnico, um diário tem paginação contínua ao longo de um volume. Assim, Business Week, que inicia cada questão novamente com a primeira página, é uma revista, mas o Journal of Business Communication, que inicia cada volume com a questão do inverno e continua a mesma sequência de paginação durante todo o ano, é um jornal. Algumas publicações profissionais ou comerciais também são revisadas por pares, sendo um exemplo o Journal of Accountancy. As publicações académicas ou profissionais que não são revisadas por pares geralmente são revistas profissionais. Que uma publicação se chama um diário não faz um jornal no sentido técnico; O Wall Street Journal é realmente um jornal.
No Brasil, as principais editoras de revistas são a Editora Abril, a Editora Globo, a Editora Símbolo, a Editora Três, todas sediadas em São Paulo. O grupo editorial Bloch, do Rio de Janeiro, foi uma grande editora de revistas que deixaram de existir, como a revista Manchete.
Enquanto algumas revistas deixaram de existir, ou reduzem gradativamente o seu volume de tiragem, outras seguem o caminho contrário ganhando existência e reconhecimento no mercado, assim como a Revista Império, que, é um projeto tecnológico criado em 2019 pelo PRONEC - Programa Nacional de Educação e Cultura, se tornando a primeira revista com tecnologia de conectividade com a Internet por NFC, código QR e URL, contabilizando todos os seus resultados de acessos, transmitindo informações com segurança de senha, onde a mesma dispõe da possibilidade de cada revista impressa ser monitorada em sua localidade e, até mesmo saber se esta sendo utilizada, ou não, podendo seus usuários ler e ouvir suas matérias completas, interagindo com vídeos, jogos e até mesmo comentando cada publicação, que, são distribuídas em versões impressas e digitais, amparando também seus anunciantes na comprovação de seus resultados publicitários em ambas as versões, até mesmo nas séries impressas.

## No Brasil
No Brasil, as revistas ganharam vida a partir do século XIX. Com a implantação do telégrafo, telefone, fotografia e da prensa a vapor ficou mais fácil delimitar os diversos tipos de impressos que circulavam na Corte Imperial, no Rio de Janeiro. A confusão, que era maior entre jornal e revista, diminuiu com a utilização dessas novas tecnologias. Para o jornal coube dedicar-se ao hard news: fatos ocorridos na véspera da impressão. Para as revistas foram reservadas as análises, as críticas, as informações em profundidade e o entretenimento.
Atualmente possuem um importante papel para a imprensa brasileira, ao lado dos jornais. Destacam-se Veja, Época, Isto É , CartaCapital e Piauí.

## Em Portugal
Destacam-se revistas como Visão e Sábado em termos informativos. Em termos de fofoquices, temos a Lux, Caras, Ana, Maria para celebridades nacionais. Em questões de moda, destaca-se A Vogue Portugal, a Máxima, a Activa, a ELLE, e a Cosmopolitan Portuguesa. Em moda nupcial, destaca-se a Noivas de Portugal.